# Гетеропатріархат
Гетеропатріархат (етимологія від гетеро[сексуальність] та патріархат) — соціально-політична система, при якій чоловіки та гетеросексуальність мають першорядність над жінками, іншими гендерами та сексуальними орієнтаціями. Це поняття підкреслює дискримінацію як жінок, так і ЛГБТ-людей, на подібному соціальному принципі з сексизмом. Гетеросексуальним чоловікам не тільки надається перевага над іншими статями та сексуальностями,  вони також заохочуються і винагороджуються в гетеропатаріархатному суспільстві.
З феміністичної точки зору, поняття патріархат відноситься до батька як держателя влади в сім'ї (ієрархія), а жінок підкорюють його владі. З виникненням квір-теорії близько 1980-90-х років та підняттям питання про гетеронормативність та гендерний бінаризм, цей вид домінування не тільки змальований в поняттях статі та ґендеру (переважання чоловіків над жінками, чи маскулінного над фемінним), а й з точки зору сексуальності (гетеронормативність): гетеросексуальності над іншими сексуальними орієнтаціями, а також цисгендерності над іншими ідентичностями). Поняття гетеропатріархату розвинулося з терміна «патріархат», щоб підкреслити формування суспільства, що панує над людиною, заснованого на культурних процесах сексизму/гетеросексизму.
Гетеропатріархат — це система соціального панування, в якій гетеросексуальні чоловіки є привілейованими та постійно винагороджуються за виявлення маскулінних рис. І навпаки, жінки та люди, які демонструють риси, які вважаються жіночими, отримують меншу соціальну значущість. Історично це проявилося в економічних нерівностях, таких як нерівна оплата праці, ковертюра, заборона жінкам володіти землею тощо.
Гетеропатріархат є наріжним каменем для популярного феміністичного аналізу, який використовується для пояснення сучасної соціальної структури, базованій на ієрархічній системі взаємозалежних сил влади та утиску. Зазвичай у цьому контексті розуміють, що чоловіки, як правило, займають найвищі посади влади, а жінки несуть основну частину соціального гніту. Цю організацію посилюють гендерні норми, які приписують риси фемінності та маскулінності чоловікам та жінкам.
Одним з наріжних каменів цієї системи є нормалізація сім'ї як типової сімейної одиниці — моделі, яка диктує необхідність двох гетеросексуальних батьків з можливістю народжувати нащадків. В рамках цієї сімейної структури чоловіки тримають владу над жінками, будучи «годувальниками», що контролюють надбання/ресурси.
Відмінність гетеропатріархату від патріархату у підкресленні використання сексизму та гомофобії для створення культури, в якій гетеро-чоловіки є найвищими громадянами.
Існує теорія, що гетеропатріархат став панівною ідеологією за часів Античної Греції в роки війни, коли груба сила була в ціні. Оскільки ця риса стала популярною, фемінні риси були засуджені та принижені ідеєю, що жінки є нижчими істотами.
Ця ідеологія пропагувалася під час колонізації і поширилась на євроцентричну культуру, досягаючи масштабів гегемонії серед усього світу та усуваючи інші гендерні системи разом з іншим способом сприйняття суспільства, статі чи еротизму.